# Marsal, Moselle
Marsal là một xã trong vùng Grand Est, thuộc tỉnh Moselle, quận Château-Salins, tổng Vic-sur-Seille. Tọa độ địa lý của xã là 48° 47' vĩ độ bắc, 06° 36' kinh độ đông. Marsal nằm trên độ cao trung bình là 225 mét trên mực nước biển, có điểm thấp nhất là 199 mét và điểm cao nhất là 307 mét. Xã có diện tích 11,11 km², dân số vào thời điểm 1999 là 289 người; mật độ dân số là 26 người/km².

## Thông tin nhân khẩu
| 1926 | 1931 | 1936 | 1946 | 1954 | 1962 | 1968 | 1975 | 1982 | 1990 | 1999 |
| ---- | ---- | ---- | ---- | ---- | ---- | ---- | ---- | ---- | ---- | ---- |
| 453  | 429  | 419  | 328  | 374  | 318  | 301  | 287  | 280  | 284  | 289  |

## Địa điểm tham quan
- Nhà thờ Saint-Léger
- Cổng thành La Porte de France